# Leun
Leun település Németországban, Hessen tartományban. Lakosainak száma 5847 fő (2023. december 31.). Leun Greifenstein, Ehringshausen, Solms, Braunfels és Löhnberg községekkel határos.

## Népesség
A település népességének változása:
| Lakosok száma | 6116 | 5790 | 5728 | 5716 | 5813 | 5847 |
|               | 2010 | 2017 | 2019 | 2021 | 2022 | 2023 |